# Лонг, Мэтт
Мэтт Лонг (англ. Matt Long; род. 18 мая 1980) — американский актёр.

## Жизнь и карьера
Мэтт Лонг родился в Уинчестере, штат Кентукки и учился в Университете Западного Кентукки. В 2004 году он получил главную роль в хорошо принятом критиками, но недолго просуществовавшем сериале «Джек и Бобби», после чего появился в нескольких кинофильмах.
Лонг снялся в фильмах «Призрачный гонщик», «Сидни Уайт» и «Любит — не любит». В 2010 году он вернулся на телевидение с главной ролью в недолго просуществовавшем сериале ABC «В паутине закона». После его закрытия он присоединился к актёрскому составу сериала «Безумцы». Лонг также снялся в нескольких других телевизионных пилотах, в том числе и в исторической драме Шонды Раймс Gilded Lilys в 2012 году. После Раймс взяла его в свой сериал «Частная практика», а в 2013 году Лонг получил главную роль в сериале «Счастливая семёрка», также на ABC.

## Фильмография
| Год       | Название на русском                  | Название на английском            | Роль                   | Примечания                  |
| --------- | ------------------------------------ | --------------------------------- | ---------------------- | --------------------------- |
| 2004—2005 | Джек и Бобби                         | Jack & Bobby                      | Джек Маккалистер       | Регулярная роль, 22 эпизода |
| 2005      | Самое большое приключение моей жизни | The Greatest Adventure of My Life | Рядовой Смит           |                             |
| 2006      | Секреты небольшого города            | Secrets of a Small Town           | Чад Уилсон             | Пилот                       |
| 2006      | Обман                                | Deceit                            | Дэйв Форд              | Телефильм                   |
| 2007      | Призрачный гонщик                    | Ghost Rider                       | Молодой Джонни Блэйз   |                             |
| 2007      | Сидни Уайт                           | Sydney White                      | Тайлер Принц           |                             |
| 2008      | Отражения                            | Reflections                       | Натан                  |                             |
| 2009      | Любит — не любит                     | Homecoming                        | Майк Дональдсон        |                             |
| 2010      | В паутине закона                     | The Deep End                      | Дилан Хьюитт           | Регулярная роль, 6 эпизодов |
| 2010      | Безумцы                              | Mad Men                           | Джоуи Байрд            | 7 эпизодов                  |
| 2011      | Любовь кусается                      | Love Bites                        | Мэтт                   | 3 эпизода                   |
| 2011      | 17-й участок                         | 17th Precinct                     | Джимми Треверс         | Пилот                       |
| 2012      | Золотые Лили                         | Gilded Lilys                      | Джош Кид               | Пилот                       |
| 2012      | Новости                              | The Newsroom                      | Билл                   | 1 эпизод                    |
| 2012—2013 | Частная практика                     | Private Practice                  | Доктор Джеймс Петерсон | 10 эпизодов                 |
| 2013      | Счастливая семёрка                   | Lucky 7                           | Мэтт Корзак            | Регулярная роль             |
| 2018–2023 | Манифест                             | Manifest                          | Зик Лэндон             |                             |